# ロック・ハドソン
ロック・ハドソン（Rock Hudson、1925年11月17日 – 1985年10月2日）は、アメリカ合衆国イリノイ州出身の俳優。本名、ロイ・ハロルド・シェラー Jr.（Roy Harold Scherer Jr.）。

## 来歴・人物
1948年、『特攻戦闘機中隊』でデビュー。ハリウッド屈指の二枚目俳優としての地位を確立し、『ジャイアンツ』（1956年）ではアカデミー賞にノミネートされ、『武器よさらば』（1957年）、『お熱い出来事』（1964年）など多くの作品に出演した。193cmと大柄でありながら均整のとれた美しい外見であった。
巨匠であったスタンリー・キューブリック監督の『2001年宇宙の旅』を鑑賞後、誰もストーリーの難解さを批判できない状況の中、「誰かこの映画が何が言いたいのか分かった奴はいるのか。俺はさっぱりわからん」と批判したこともある。
1985年にAIDSを発症後、同性愛者（ゲイ）であることを公にした。
同年、AIDSにより他界。もっとも典型的なタフガイのイメージとして大衆に受け入れられていたので、同性愛者との告白は世間に大きな衝撃を与えたが、彼がゲイであることは、共演者をはじめ映画界ではもともと公然の秘密だったため、そのカミングアウトは演劇界で好意的に受け入れられた。
当時の著名人としては世界で初めてAIDS患者であることを公言した人物である。遺体は火葬され海に散骨されている。

## 主な出演作品

### 映画
| 公開年 | 邦題 原題                                                           | 役名                                  | 備考                                                                            | 日本語吹替                                                                 |
| ------ | ------------------------------------------------------------------- | ------------------------------------- | ------------------------------------------------------------------------------- | -------------------------------------------------------------------------- |
| 1948   | 特攻戦闘機中隊 Fighter Squadron                                     | パイロット                            | 映画デビュー作・クレジットなし 日本劇場未公開                                   |                                                                            |
| 1950   | ウィンチェスター銃'73 Winchester '73                                | ヤング・ブル                          |                                                                                 | 細井重之（NET版）                                                          |
| 1950   | 砂漠の鷹 The Desert Hawk                                            | キャプテン・ラス                      |                                                                                 |                                                                            |
| 1951   | 戦いの太鼓 Tomahawk                                                 | バート・ハンナ伍長                    |                                                                                 |                                                                            |
| 1952   | 怒りの河 Bend of the River                                          | トレイ・ウィルソン                    |                                                                                 | 広川太一郎（NET版） 野田圭一（フジテレビ版） 佐久田修（ソフト版）          |
| 1952   | 優しい悪魔、ロキシー・マクラナハン Scarlet Angel                    | フランク・トラスコット                |                                                                                 |                                                                            |
| 1952   | ぼくの彼女はどこ? Has Anybody Seen My Gal?                          | ダン・ステビンズ                      |                                                                                 |                                                                            |
| 1952   | 征服されざる西部 Horizons West                                      | ニール・ハモンド                      |                                                                                 |                                                                            |
| 1953   | 決斗!一対三 The Lawless Breed                                       | ジョン・ウェズリー・ハーディン        |                                                                                 | 細井重之                                                                   |
| 1953   | 最後の酋長 Seminole                                                 | ランス・コールウェル少尉              |                                                                                 | 細井重之                                                                   |
| 1953   | 海賊船シーデビル号の冒険 Sea Devils                                 | ギリアット                            |                                                                                 | 江角英明（日本テレビ版） 森川公也（？版）                                  |
| 1953   | 王者の剣 The Golden Blade                                           | ハルーン                              |                                                                                 | 細井重之                                                                   |
| 1953   | 限りなき追跡 Gun Fury                                               | ベン・ウォーレン                      |                                                                                 | 広川太一郎                                                                 |
| 1953   | 大雪原の決闘 Back to God's Country                                  | ピーター・キース                      | 日本劇場未公開                                                                  |                                                                            |
| 1954   | アパッチの怒り Taza, Son of Cochise                                 | ターザ                                |                                                                                 | 広川太一郎                                                                 |
| 1954   | 心のともしび Magnificent Obsession                                  | ボブ・メリック                        |                                                                                 |                                                                            |
| 1954   | 進め! ベンガル連隊 Bengal Brigade                                   | ジェフリー・クレイボーン大尉          |                                                                                 | 広川太一郎                                                                 |
| 1955   | 自由の旗風 Captain Lightfoot                                        | マイケル・マーティン                  |                                                                                 | 細井重之                                                                   |
| 1955   | 天はすべて許し給う All That Heaven Allows                           | ロン・カービー                        | 日本劇場未公開 ビデオタイトルは『天の許し給うものすべて』『天が許し給うすべて』 |                                                                            |
| 1956   | ジャイアンツ Giant                                                  | ジョーダン・”ビック”・ベネディクト2世 |                                                                                 | 井上孝雄（NET版） 羽佐間道夫（TBS版）                                      |
| 1956   | 風と共に散る Written on the Wind                                    | ミッチ・ウェイン                      |                                                                                 | 細井重之（NET版） 森川智之（ソフト版）                                     |
| 1957   | 大空の凱歌 Battle Hymn                                              | ディーン・ヘス大佐                    |                                                                                 | 広川太一郎                                                                 |
| 1957   | 黒い牙 Something of Value                                           | ピーター                              |                                                                                 |                                                                            |
| 1957   | 翼に賭ける命 The Tarnished Angels                                   | バーク・デヴリン                      |                                                                                 |                                                                            |
| 1957   | 武器よさらば A Farewell to Arms                                     | フレデリック・ヘンリー中尉            |                                                                                 | 井上孝雄                                                                   |
| 1959   | 太陽の谷 This Earth Is Mine                                         | ジョン・ランボー                      |                                                                                 | 細井重之                                                                   |
| 1959   | 夜を楽しく Pillow Talk                                              | ブラッド・アレン                      |                                                                                 | 細井重之                                                                   |
| 1961   | ガン・ファイター The Last Sunset                                    | ダナ・ストリブリング                  |                                                                                 | 小林恭治                                                                   |
| 1961   | 九月になれば Come September                                         | ロバート・L・タルボット               | 兼・製作総指揮（クレジットなし）                                                | 金内吉男（TBS版） 菅生隆之（ソフト版）                                     |
| 1961   | 恋人よ帰れ Lover Come Back                                          | ジェリー・ウェブスター                | 兼・製作総指揮（クレジットなし）                                                | 金内吉男                                                                   |
| 1962   | ジャングル地帯 The Spiral Road                                      | アントン・ドレイガー                  |                                                                                 | 細井重之                                                                   |
| 1963   | マリリン・モンローの世界 Marilyn                                    | n/a                                   | ドキュメンタリー映画、ナレーター                                                |                                                                            |
| 1963   | ミサイル空爆戦隊 A Gathering of Eagles                              | ジム・コールドウェル大佐              |                                                                                 | 細井重之（NET版） 井上孝雄（テレビ神奈川版）                               |
| 1964   | 男性の好きなスポーツ Man's Favorite Sport?                          | ロジャー・ウィロビー                  | 兼・製作総指揮（クレジットなし）                                                | 広川太一郎                                                                 |
| 1964   | 花は贈らないで! Send Me No Flowers                                  | ジョージ                              |                                                                                 |                                                                            |
| 1965   | お熱い出来事 Strange Bedfellows                                     | カーター・ハリソン                    | 兼・製作総指揮（クレジットなし）                                                | 金内吉男                                                                   |
| 1965   | すべてをアナタに A Very Special Favor                               | ポール・チャドウィック                | 兼・製作総指揮（クレジットなし）                                                | 広川太一郎                                                                 |
| 1966   | 目かくし Blindfold                                                  | バーソロミュー・スノー博士            | 兼・製作総指揮（クレジットなし）                                                | 金内吉男                                                                   |
| 1966   | セコンド/アーサー・ハミルトンからトニー・ウィルソンへの転身 Seconds | トニー・ウィルソン                    | 兼・製作総指揮（クレジットなし）                                                | 中田浩二                                                                   |
| 1967   | トブルク戦線 Tobruk                                                 | ドナルド・クレイグ少佐                | 兼・製作総指揮（クレジットなし）                                                | 井上孝雄                                                                   |
| 1968   | 恋人泥棒 Ruba al prossimo tuo                                       | マイク・ハーモン警部                  |                                                                                 | 小林修                                                                     |
| 1968   | 北極の基地/潜航大作戦 Ice Station Zebra                             | ジェームズ・フェラデイ艦長            |                                                                                 | 広川太一郎（東京12ch版） 久富惟晴（日本テレビ版） 井上孝雄（テレビ朝日版） |
| 1969   | 大いなる男たち The Undefeated                                       | ジェームズ・ラングドン大佐            |                                                                                 | 中丸忠雄                                                                   |
| 1970   | 暁の出撃 Darling Lili                                               | ウィリアム・ララビー大佐              |                                                                                 | 金内吉男                                                                   |
| 1970   | 要塞 Hornets' Nest                                                  | ターナー                              |                                                                                 | 中丸忠雄                                                                   |
| 1971   | 課外教授 Pretty Maids All In A Row                                  | タイガー                              |                                                                                 | 小林清志                                                                   |
| 1973   | 対決 Showdown                                                       | チャック・ジャーヴィス                |                                                                                 | 井上孝雄                                                                   |
| 1976   | エンブリヨ Embryo                                                   | ポール・ホリストン                    |                                                                                 | 井上孝雄                                                                   |
| 1978   | アバランチ/白銀の恐怖 Avalanche                                     | デヴィッド・シェルビー                |                                                                                 |                                                                            |
| 1980   | クリスタル殺人事件 The Mirror Crack'd                               | ジェイソン・ラッド                    |                                                                                 | 羽佐間道夫                                                                 |
| 1981   | スターメーカー The Star Maker                                       | ダニー・ヤングブラッド                | テレビ映画                                                                      | 納谷悟朗                                                                   |
| 1984   | ミッドナイト・ギャンブラー/危険な賭け The Vegas Strip War           | ニール・チェイン                      | テレビ映画                                                                      |                                                                            |
| 1984   | ジェノサイド・ストーム The Ambassador                               | フランク・スティーヴンソン            | テレビ映画                                                                      |                                                                            |

### テレビドラマ
| 公開年    | 邦題 原題                                             | 役名                       | 備考               | 日本語吹替 |
| --------- | ----------------------------------------------------- | -------------------------- | ------------------ | ---------- |
| 1955      | アイ・ラブ・ルーシー I Love Lucy                      |                            | 1エピソード        |            |
| 1968-1969 | ラフ・イン Rowan & Martin's Laugh-In                  |                            | 3エピソード        |            |
| 1971-1977 | 署長マクミラン McMillan and Wife                      | スチュワート・マクミラン   | 主演・40エピソード | 若林豪     |
| 1978      | 自動車 Wheels                                         | アダム・トレントン         | ミニシリーズ       | 近藤洋介   |
| 1980      | 火星年代記・そして地球は死んだ The Martian Chronicles | ジョン・ワイルダー大佐     | ミニシリーズ       | 井上孝雄   |
| 1982      | 第三次世界大戦 World War III                          | トーマス・マッケンナ大統領 | ミニシリーズ       | 宮川洋一   |
| 1984-1985 | ダイナスティ Dynasty                                  | ダニエル・リース           | 9エピソード・遺作  |            |

## 参照
1. 1 2  “Film star Rock Hudson, victim of Aids, dies aged 59” (英語). ガーディアン. (1985年10月3日) 2009年6月29日閲覧。 {{cite news}}: |date=の日付が不正です。 (説明)⚠
2. 1 2  “The Long Goodbye: Rock Hudson 1925-85” (英語). ピープル. (1985年10月21日) 2009年6月29日閲覧。
3. ↑  "On camera and off" People magazine